# كيوشي أداتشي
كيوشي أداتشي هو منافس ألعاب قوى ياباني، (و. 1914  م).

## وصلات خارجية
- كيوشي أداتشي على موقع أوليمبيديا (الإنجليزية)